# شوما ایشیگامی
شوما ایشیگامی (ژاپنی: 石上 将馬؛ زادهٔ ۳۰ مارس ۲۰۰۲) یک بازیکن فوتبال اهل ژاپن است.
از باشگاه‌هایی که در آن بازی کرده‌است می‌توان به باشگاه فوتبال گاینار توتوری اشاره کرد.